# Mårten Meurling
Mårten Meurling, född den 22 januari 1908 i Uppsala, död den 27 april 1990 i Ödsmåls församling, Göteborgs och Bohus län, var en svensk skolledare. Han var son till Erik Meurling.
Meurling avlade agronomexamen 1932 och var därefter extralärare vid olika lantmanna- och folkhögskolor. Han blev konsulent i Göteborgs och Bohus läns hushållningssällskap 1941 och rektor vid Jordhammars maskin- och lantbruksskola i Ödsmål 1950. Meurling publicerade artiklar i jordbruksfrågor. Han blev riddare av Nordstjärneorden 1967. Meurling vilar på Ödsmåls nya kyrkogård.